# Vuk (Film)
Vuk (Titel der BRD-Fassung: Vuk – Der kleine Fuchs, Titel der DDR-Fassung: Vuk – Aus dem Leben eines Fuchses) ist ein ungarisch-deutscher Zeichentrickfilm, der auf einer Erzählung von István Fekete basiert. Die Hauptcharaktere sind Füchse.
An einer Fortsetzung mit Titel „A kis csavargó“ („Vuk 2 - Der kleine Landstreicher“) wurde wohl gearbeitet, aber wurde wegen Differenzen zwischen Attila Dargay  und Gát György verworfen, stattdessen lief die 3D-animierte Fortsetzung Kis Vuk („Kleiner Vuk“) im April 2008 in den ungarischen Kinos an. Während der erste Teil detailliert das Leben eines Fuchses in freier Wildbahn erzählt, und nicht leicht zu verarbeitende Szenen wie der Mensch als Feindbild, und der Tod gezeigt werden, zeigt der zweite Teil eine Liebesgeschichte, einen Freiheitskampf der Tiere, und dass es auch „gute Menschen“ gibt, die sich für Tiere einsetzen.

## Handlung
Die Geschichte beginnt im Bau einer großen Fuchsfamilie. Die Eltern Rato und Íny haben viele kleine Junge, wovon Vuk, der neugierigste und aktivste von allen, nach seinem Großvater benannt wird. Als sein Vater auf die Jagd geht, stiehlt sich Vuk aus dem Bau davon, um seinem Vater das Jagen abzugucken. Vuks Vater fordert ihn auf sofort in den Bau zurückzukehren, aber Vuk streift durch den Wald und begegnet einem Frosch und anderen Waldbewohnern. Als Vuk zurückkehrt, findet er im Bau niemanden mehr vor. Der Jäger, von den Füchsen „Mensch“ genannt, und „die dem Menschen unterwürfigen“ Hunde haben seine ganze Familie ausgelöscht.
Karak, ein älterer Fuchs und guter Bekannter von Vuks Eltern, nimmt Vuk daraufhin zu sich, unterrichtet ihn im Jagen und bringt ihm alle Tipps und Tricks des Fuchslebens bei. Im Erwachsenenalter ist Vuk zu einem hervorragenden Jäger geworden. Er schreckt nicht einmal davor zurück, den Hühnerhof des Jägers zu betreten. Es gelingt ihm sogar, das dort gefangene Fuchsmädchen Sasa aus ihrem Käfig zu befreien, woraufhin sie seine Partnerin wird.
Nachdem Karak in einer herbstlichen Treibjagd vom Jäger getötet wird, schwört Vuk Rache: Er wird jedes einzelne von den Federtieren des Jägers stehlen. Alle Schlösser, alle Wachsamkeit der beiden Jagdhunde und die Fallen des Jägers sind umsonst, denn am Ende gelingt es Vuk, selbst die beiden letzten, alkoholisierten Gänse des Jägers zu stehlen. Am Ende tritt der Jäger in seine eigene Falle und verletzt sich am Bein. Schließlich gründet Vuk mit seiner Partnerin in Karaks geräumiger und sicherer Höhle eine eigene große Familie.

## Produktion und Veröffentlichung
Der Film ist eine Koproduktion der Münchner Infa-Film GmbH Manfred Korytowski und der Budapester Hungarofilm und wurde im Pannónia Filmstudió in Budapest gefertigt. Es gibt zwei deutsche, ungeschnittene Synchronfassungen. Die erste Synchronfassung wurde zuerst am 20. Dezember 1982 im BR ausgestrahlt, ehe sie vom Verleih Filmwelt am 13. April 1984 in den deutschen Kinos startete. Die zweite Synchronfassung entstammt der DEFA und wurde ab dem 16. Dezember 1983 in den Kinos der DDR gezeigt. Beide Synchronisationen sind auf DVD erhältlich, die erste beim Label Schröder Media, die zweite bei Icestorm.

## Synchronisation
Erzähler: Tibor Bitskey
| Füchse: - Judit Pogány: der kleine Vuk - József Gyabronka: der erwachsene Vuk - László Csákányi: Karak - Gyula Szabó: Kag (in der deutschen Fassung: Rato) - Erzsébet Kútvölgyi: Sasa (Fuchsmädchen) - Teri Földi: Íny (deutsch: namenlos) - Miklós Benedek: Sut (in der ostdeutschen Fassung: Einauge) |  | Weitere Rollen: - Róbert Koltai: der „Glatthäutige“ (Jäger) (deutsch: Mensch) - Szabó Sándor: Vahúr. ein Hund (deutsch: Schnapp) - András Márton: Igel und Fickó (Hund) (deutsch: Schlappohr) - Péter Haumann: eine betrunkene Gans - Gábor Maros: zweite betrunkene Gans - Gyula Bodrogi: Rabe |  | - Judit Czigány: Katze - Szabó Ottó: Eule - Antal Farkas: Hund - Horkay János: Treiber und Hund - Ferenc Zenthe: Márton (Hahn) (deutsch: Martin) - Ottó Füzesy - Pál Somogyvári - György Szoó - Iván Verebély |  |  |

### Deutsche Synchronisation
Das Dialogbuch für die ostdeutsche Fassung wurde Klaus Marschke geschrieben, die Dialogregisseur übernahm Thomas Ruschin.
| Rollenname      | Synchronsprecher (BRD-Version)                | Synchronsprecher (DDR-Version)               |
| --------------- | --------------------------------------------- | -------------------------------------------- |
| Erzähler        | Leon Rainer                                   | Manfred Wagner                               |
| Kleine Vuk      | Christian Bey                                 | Michael Pan                                  |
| Erwachsener Vuk | Hans-Georg Panczak                            | Michael Pan                                  |
| Karak           | Heinz Engelmann                               | Horst Kempe                                  |
| Rato            | Norbert Gastell                               | Lothar Dimke                                 |
| Sasa            | Marion Hartmann oder Christina Hoeltel        |                                              |
| Íny             | Heidi Treutler                                | Roswitha Hirsch                              |
| Sut/Einauge     | Fred Maire                                    | Rainer Büttner                               |
| Jäger           | Harry Kalenberg                               | Kristof-Mathias Lau                          |
| Schnapp         | Wolfgang Hess                                 | Carl-Hermann Risse                           |
| Schlappohr      | Stephan Orlac oder Jochen Striebeck           | Uwe Karpa                                    |
| Gänse           | Mogens von Gadow, Ivar Combrinck              | Michael Christian, Helmut Geffke             |
| Rabe            | Bruno W. Pantel                               | Karl-Heinz Oppel                             |
| Katze           | Doris Jensen                                  | Helga Sasse                                  |
| Hunde           | Bruno W. Pantel, Michael Rüth, Michael Habeck | Helga Sasse, Klaus Bergatt, Angelika Lietzke |
| Martin          |                                               | Horst Papke                                  |
| Igel            | Michael Habeck                                |                                              |
| Frau des Jägers | Inge Schulz                                   |                                              |

## Wissenswertes
Das Wort Vuk hat in südslavischen Sprachen (z. B. im Serbischen und Kroatischen) die Bedeutung „Wolf“.                Der serbische Sänger Bora Drljača (1941–2020) hatte 2004 mit Stari vuk „kleiner Wolf“ einen seiner bekanntesten Hits.